# Laccophilus pyrraces
Laccophilus pyrraces är en skalbaggsart som beskrevs av Guignot 1955. Laccophilus pyrraces ingår i släktet Laccophilus och familjen dykare. Inga underarter finns listade i Catalogue of Life.